# Klottrattkaktus
Klottrattkaktus (Eriosyce taltalensis) är en art inom trattkaktussläktet och familjen kaktusväxter, som har sin naturliga utbredning i Chile.

## Beskrivning
Klottrattkaktus är en klotformad eller tillplattat klotformad kaktus som blir upp till 5 centimeter hög och 8 centimeter i diameter. Den är uppdelad i 13 rundade åsar som blir 1 centimeter höga. Längs åsarna sitter raka eller kraftigt uppåtböjda, bruna till svarta taggar. Den har 1 till 4 centraltaggar som blir från 3 till 4 centimeter långa. Och 12 till 24 radiärtaggar som blir från 3 till 20 millimeter långa. Blommorna blir 3 centimeter långa och 3 centimeter i diameter. De är rosalila till färgen. Frukten är lilaröd, 24 millimeter lång och 14 millimeter i diameter. 

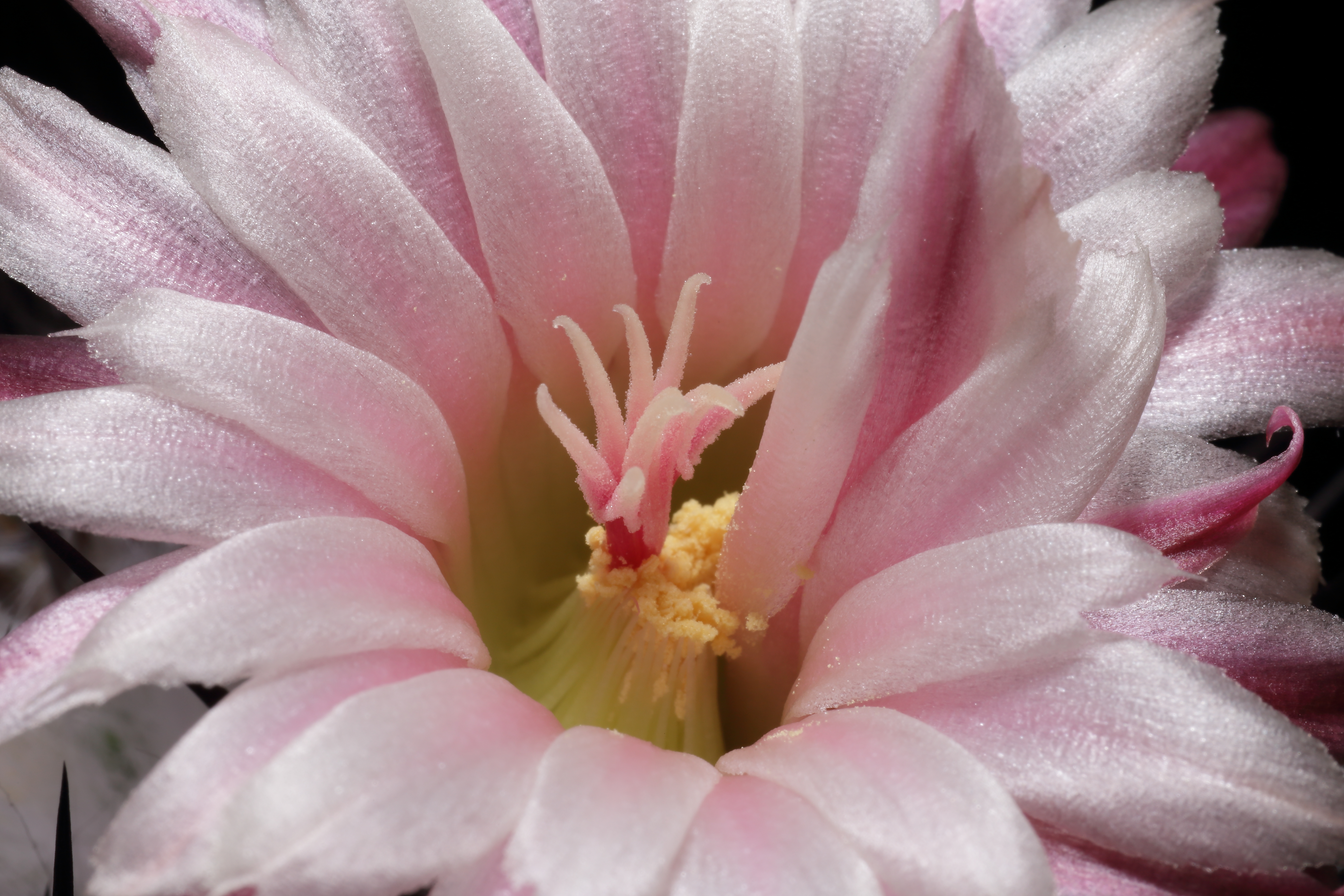
En rosa blomma på en Eriosyce taltalensis ssp. floccosa med fältnummer FK 381.

## Underarter
E. taltalensis ssp. pygmaea (F.Ritter) Ferryman 2005

Den blir 3 till 5 centimeter i diameter och är indelad i 11 till 13 åsar. Den har en pålrot. Taggarna är svarta eller mörkbruna och består av 1 till 4 centraltaggar som blir från 1 till 4 centimeter långa. Eunt dessa sitter 7 till 12 radiärtaggar som blir 0,5 till 2 centimeter långa. Blommorna är 3 centimeter stora och vita eller grönvita till färgen. Frukten är röd.

## Synonymer
| | |
| - Neoporteria taltalensis Hutchison 1955 - Neochilenia taltalensis (Hutchison) Backeb. 1959 - Pyrrhocactus taltalensis (Hutchison) F.Ritter 1959 - Pyrrhocactus rupicola F.Ritter 1963 - Neochilenia rupicola (F.Ritter) Backeberg 1963 - Neoporteria rupicola (F.Ritter) Donald & G.D.Rowley 1966 → E. taltalensis ssp. taltalensis | - Pyrrhocactus pygmaeus F.Ritter 1963 - Neochilenia pygmaea (F.Ritter) Backeb. 1963 - Pyrrhocactus transiens F.Ritter 1980 - Neoporteria transiens (F.Ritter) Ferryman 1991 - Pyrrhocactus scoparius F.Ritter 1962 - Neochilenia scoparia (F.Ritter) Backeb. 1963 - Neoporteria scoparia (F.Ritter) Donald & G.D.Rowley 1966 → E. taltalensis ssp. pygmaea |